# Püspökladány–Biharkeresztes-vasútvonal
A 101-es számú Püspökladány–Biharkeresztes-vasútvonal a Berettyó–Körös-vidéken halad. Egyvágányú, villamosított vasúti fővonal. Az engedélyezett sebesség 100 km/h.

## Története

### Építés
A Püspökladány–Nagyvárad-vasútvonal 1858. április 24-én nyílt meg, a Tiszavidéki Vasúttársaság vonalaként. 1920-ban a trianoni békeszerződés elcsatolta Nagyváradot, így magyar oldalon Biharkeresztes, román oldalon Biharpüspöki lett a határállomás. 1940-ben a második bécsi döntés Észak-Erdély részeként visszacsatolta Nagyváradot és Kolozsvárt. A második világháborút követően újra Romániához került a terület, ezzel a Biharpüspöki–Nagyvárad szakasz is.

### Fejlesztések
A MÁV a vasútvonal fejlesztését tűzte ki céljául: a 100 km/h pályasebesség újbóli elérését, a 22,5 tonnás tengelyterhelés, valamint a villamosítás megvalósítását. Ezt eredetileg 2013-2020 között szerették volna elérni. 2013-2014-ben átépültek a Berettyóújfalu–Mezőpeterd, illetve Biharkeresztes–országhatár vonalszakaszok. A Nemzeti Infrastruktúra Fejlesztő Zrt. az IKOP 2. prioritástengely keretében pályázható projektek között valósítja meg a vonal szűk keresztmetszeteinek kiváltását és villamosítását 2020-2023-as kivitelezéssel.
2014-ben átépült a berettyóújfalui Berettyó-híd. Az 1927-ben épült, elöregedett hídszerkezet a vasútvonal fejlesztésének gátja volt az alacsony teherbírásával, és a felsővezeték kiépítéséhez szükséges űrszelvény sem állt rendelkezésre rajta. Az új hídszerkezet megépülte lehetővé tette a tengelyterhelés növelését és a villamosítást.
2020. április 24-én bejelentették, hogy a Strabag Rail Kft. és az R-Kord Építőipari Kft. kivitelezi nettó 47,2 milliárd forintért a vasútvonal villamosítását. Elvégzi továbbá a nyílt vonalakon, és a vonalszakasz négy állomásán a pályarekonstrukciót. Összesen 35 km vasúti pálya al- és felépítményi átépítése volt szükséges, továbbá Báránd, Sáp, Berettyóújfalu, Biharkeresztes állomások részleges átépítése, Berettyóújfalu állomásépületének részleges átépítése, négy állomáson összesen öt akadálymentes, magasperon létesítése. Az alapkőletételre 2020. október 29-én került sor, a munkát 2020. október 29-én kezdték el. A vonalon az üzemszerű villamos vontatás 2023. augusztus 28-án indult meg.

## Pálya
A vonal állapota jelentősen leromlott az elmúlt évtizedekben, nagy részén 60 km/h-ra csökkent az engedélyezett sebesség, de a 2020-2023 között zajló felújítási munkálatok eredményeképp újra az eredetileg engedélyezetett 100 km/h sebességgel használható.

## Forgalom
Napjainkban a vonal helyi személyforgalma mellett jelentős szerepet játszik a nemzetközi közlekedésben is, erre közlekednek az Észak-Erdélybe tartó InterCity vonatok.
A vonalon a 2023. decemberi menetrendváltástól a tervek szerint ütemes menetrend szerint közlekedik majd személyvonat. Jelentős nemzetközi forgalmat is bonyolít Nagyvárad, Kolozsvár és Brassó irányában.
A teherszállítás vonatkozásában az üzemváltó határállomás államközi szerződés alapján Biharpüspöki volt, de a vasúti piac 2004-es liberalizációja után ennek jelentősége csökkent, így Biharkeresztesen is lehetőség van gépcserére, erre azonban csak a villamosítás után kezdett érdeklődés mutatkozni. Továbbra is jellemző a Püspökladány állomáson történő vontatásinem-váltás is.

## Járművek
A személyvonatokat korábban Bzmot motorkocsik valamint MÁV M41-es mozdonyok továbbította kétkocsis ingavonatok bonyolították le, a nemzetközi vonatokat jellemzően MÁV M41, MÁV M62 mozdonyok húzták. A vonal villamosításával lehetőség nyílt a villamos mozdonyok használatára, így jellemzően a MÁV V43, MÁV 480 és MÁV V63 sorozatú mozdonyok aktívak a vonalon. Biharkeresztes és az államhatár között a személyvonatokat továbbra is a CFR dízelmozdonyai továbbítják, így Biharkeresztes állomáson gyakran megfordulnak a CFR 60-as, 63-as és 82-es sorozatú mozdonyai.

## Balesetek
2023. november 15-én a hajnali órákban Sáp vasútállomáson egy tehervonat a tilosat mutató fényjelzőt meghaladva, 60 km/h sebességgel az állomáson várakozó személyvonatnak ütközött. A balesetben heten sérültek meg. A személyvonat mozdonyvezetőjét életveszélyes sérülésekkel szállították kórházba, ahol életmentő műtétet hajtottak végre rajta.

## Érdekességek
A vasútvonal bejárható virtuálisan a Microsoft Train Simulator játékkal is, ha letöltjük az Alföld nevű magyar kiegészítőt hozzá.